# 坦納島
坦納島（英語：Tanner Island），是南極洲的島嶼，位於南喬治亞群島，屬於皮克斯吉爾群島的一部分，海拔高度145米，由英國南極名稱諮詢委員會命名，由英國海外領土管轄。